# Alltagsmärchen

Vorderseite des Einbandes zu Julius Stindes Alltagsmärchen

Alltagsmärchen ist der Titel einer Sammlung von Erzählungen des deutschen Schriftstellers Julius Stinde, die im Jahr 1873 bei dem Hamburger Verlag J. F. Richter erschienen ist.

Umschlagillustration zu Stindes Alltagsmärchen

Die Erzählungen erschienen in zwei Bändchen, die einzeln gekauft werden konnten, die vom Verlag aber auch als ein Buch mit getrennter Seitenzählung von Bändchen 1 und Bändchen 2 angeboten wurden. Die Sammlung enthält 19 Geschichten, die zuvor in Zeitungen und Zeitschriften erschienen waren. Bisher kann nur für acht von ihnen der Erstdruck nachgewiesen werden, für eine zweite, Zigeunerkönigs Sohn, gibt es eine spätere Zweitveröffentlichung. Viele Zeitschriften der damaligen Zeit sind nur lückenhaft überliefert, so dass vermutlich die Erstdrucke der restlichen zehn durch bibliografische Recherchen nicht mehr oder nur mit großem Aufwand ermittelt werden können.
Im Vorwort schreibt Stinde, dass Märchen eine schöne Kindheitserinnerung seien, dass sie aber in die Betriebsamkeit der damaligen Gegenwart nicht mehr hineinzupassen scheinen. Nur der Dichter habe noch Verständnis für das Märchenhafte, das nicht in romantischen Ausnahmesituationen zu suchen sei, sondern im Alltag, besonders da, „wo die Liebe zwei Menschenherzen selig machte“. Nicht alle Geschichten handeln von der Liebe, es gibt auch Anekdotisches und Humoristisches in diesen Geschichten.
Im Jahr des Erscheinens des Buches war Stinde 31 Jahre alt. Er konnte schon auf einige Buchpublikationen zurückblicken, hatte zahlreiche naturwissenschaftliche Aufsätze in Zeitungen und Zeitschriften veröffentlicht, hatte mehrere Stücke geschrieben, die im Carl-Schultze-Theater mit Erfolg aufgeführt wurden, er war aber als Schriftsteller mit dichterischem Anspruch noch nicht hervorgetreten. Sein großer Publikumserfolg mit den Stück Hamburger Leiden war noch nicht vorauszusehen, sein Umzug nach Berlin noch nicht geplant, wo er später als der Autor der Geschichten um die Familie Buchholz Weltruhm erlangte. Die Alltagsmärchen sind der erste Versuch Stindes, sich als Dichter und ernstzunehmender Prosaautor in der literarischen Welt bekannt zu machen.
Im Buchhandel wurde das Werk broschiert mit farbiger Umschlagillustration als Leseexemplar und in einem seriösen, mit Goldschrift und Goldverzierung versehenen Repräsentationseinband angeboten. Eine breitere Wirkung scheint das Buch nicht gehabt zu haben. Es sind bisher keine Rezensionen oder sonstige Erwähnungen nachweisbar.